# Бошњачки национализам
Бошњачки национализам је национализам етничких Бошњака. Као облик етничког национализма, бошњачки национализам промовише етничко бошњаштво и залаже се за етничку и националну афирмацију бошњачког народа. Од свог постанка, бошњачки национализам је прошао кроз неколико развојних фаза, током којих су настали разни концепти етничког, односно националног бошњаштва, обликовани према различитим етнополитичким или етнорелигијским критеријумима.
Основа за идеолошко уобличавање бошњачког национализма постављена је у време дјеловања Младих муслимана под вођством Алије Изетбеговића током друге половине 20. века. Његова Исламска декларација промовисала је доминацију ислама у друштвеном животу и идеализовала исламски начин уређења државе, а елементи те идеологије су потом уграђени и у политички програм његове Странке демократске акције.
Преломна тачка у развоју бошњачког национализма означена је 1993. године, када је у Сарајеву одржан Први бошњачки сабор. Главним заговорницима и заслужницима за тадашње прихватање имена Бошњаци као националне одреднице за етничке Муслимане јужнословенског порекла у бившој Југославији сматрају се Мухамед Филиповић и Адил Зулфикарпашић. Крајем 20. и почетком 21. века, под окриљем бошњачког национализма уобличено је неколико различитих политичких концепата, који се односе не само на афирмацију бошњачког народа (умерени бошњачки национализам), већ и на спровођење неких радикалних политичких циљева који су у крајњем исходу супротстављени интересима других народа. Такви екстремни облици бошњачког национализма јављају се првенствено у виду бошњачког интегрализма и бошњачког унитаризма.

## Историјски ревизионизам

### Илирска теза о поријеклу Бошњака
Бошњачки национализам одбацује словенско порекло Бошњака и инсистира на њиховом илирском пореклу. Највећи заговорници ове тзв. илирске тезе су историчар Енвер Имамовић и филозоф Мухамед Филиповић. Овакви ставови на нивоу су романтичарског национализма из 19. вијека. Илирски период описује се као идиличан, док се насеоба Словена карактерише као историјски поремећај. Циљ овакве интерпретације историје је направити што већу дистанцу од Срба и Хрвата.

### Богумилска теза и исламизовање
Бошњачки националисти развили су и богумилски мит о преласку јужнословенских народа на ислам. Према овој тези, чији је најгласнији промотор Мухамед Филиповић, већина народа у Краљевини Босни раније су били богумили, који се описују као толерантни. Ово је уједно требало да послужи као још једна дистинкција од Срба - православних и Хрвата - католичких. У том смислу пише историчар Мустафа Имамовић који каже: "Тиме је започела блиска сарадња између римске курије и угарско-хрватских краљева, те разних владара из лозе Немањића и њихове светосавске православне цркве у заједничкој борби против херетичке Босне, а у ствари против њене самосвјесности и самобитности. Био је то почетак сарадње између мача и крижа или крста која се кроз цијелу повијест Босне, када су у питању босански херетици, па били да су "парерани" или "бабуни", било да су муслимани, није више никада прекидала". И рад фрањеваца окарактеризован је као прогонитељски и непријатељски према Босни, а католички краљ Стефан Томашевић описује се као брутални прогонитељ иначе изнимно толерантних богумила.
Према богумилској тези, богумили су с одушевљењем примили ислам како би се сачували од католика и православних, те су тобоже сарађивали с Турцима против сопственог краља Стефана Томашевића који их је као католик прогонио. Наводно су богумили препознали сродност исламске и сопствене теологије, нарочито дуалистички принцип. Бошњачка националистичка историографија у томе свијетлу Османлије посматра као ослободитеље од "крсташа".

## Интегрализам и унитаризам
Под окриљем бошњачког национализма развила су се и два посебна етнополитичка концепта: бошњачки интегрализам (који заговара свеопшту бошњакизацију) и бошњачки унитаризам (који пропагира претварање Босне и Херцеговине у унитарну бошњачку државу). Ови концепти представљају екстремне облике бошњачког национализма, а поједини аспекти бошњачког интегрализма и бошњачког унитаризма су у крајњем исходу уперени против интереса других народа, првенствено Срба и Хрвата у Босни и Херцеговини. Најрадикалнији заговорници екстремног бошњачког национализма се отворено залажу за ревизију Дејтонског мировног споразума у циљу претварања Босне и Херцеговине у унитарну државу, путем укидања ентитета, а као међукорак ка остварењу тог циља јавља се инсистирање на постепеном преносу надлежности са ентитета на државни ниво, ко и инсистирање на преносу надлежности са кантона на федерални ниво у оквиру Федерације Босне и Херцеговине, са крајњим циљем политичке унитаризације и остваривања бошњачке бројчане надмоћи над припадницима других народа.
Један од првих идеолога бошњачког национализма био је Сафвет Башагић, који је припадао екстремном крилу бошњачког националног покрета, чија се идеологија огледала у отвореном и агресивном негирању националне посебности босанско-херцеговачких Срба и Хрвата. О размерама Башагићевог екстремизма и шовинизма сведоче стихови које је испевао 1891. године, а који су објављени у сарајевском листу "Бошњак", под покровитељством тадашњих аустроугарских окупационих власти у Босни и Херцеговини:
Znaš Bošnjače, nije davno bilo,

Sveg mi sv'jeta! nema petnaest ljeta,

Kad u našoj Bosni ponositoj

I junačkoj zemlji Hercegovoj,

Od Trebinja do brodskijeh vrata

Nije bilo Srba ni Hrvata.

A danas se kroza svoje hire

Oba stranca ko u svome šire.

## Терминологија
У стручној литератури и публицистици, савремена етапа у развоју бошњачког национализма означава се као необошњаштво или новобошњаштво, ради јаснијег разликовања од изворног (завичајног) бошњаштва, које није имало етничку, већ само регионалну компоненту. Прве тезе о етничком бошњаштву је крајем 19. века уобличио аустроугарски политичар Бењамин Калај, који је био велики заговорник стварања посебне бошњачке нације, те се по томе сматра првим идеологом бошњачког национализма.
Бошњачки национализам не треба мешати са босанским национализмом.